# Адам Букар
Адам Букар (1739-1793) — земський суддя житомирський у 1775–1794 рр., ґродський суддя київський та чашник овруцький у 1774–1775 рр., чашник новгород-сіверський у 1766–1774 рр., член конфедерації Анджея Мокроновського у 1776 році. Батько Северина Букара. 
Належав до роду Букар власного гербу. Згадується в мемуарах Я.Охотського. Власник Янушполя. 
В 1789 році власником Крошні вказаний житомирський земський суддя Адам Букар (пол. Adam z Juncza Bukar), якому також належали землі Янушпільського ключа (містечко Янушпіль, Бураки, Лемеші, Андріяшівка, Мартинівка).

## див.також
- Ледуховський
- Судачівка
- Северин Букар
- Житомир